# Entoloma mougeotii
Entolóma mougeótii (лат.) — вид грибов семейства Энтоломовые (Entolomataceae).
Синонимы:
- Eccilia mougeotii Fr., 1873
- Entoloma ardosiacum var. mougeotii (Fr.) A. Pearson & Dennis, 1948
- Leptonia mougeotii (Fr.) P.D. Orton, 1960
- Leptonia serrulata var. berkeleyi Maire, 1910

## Описание
- Шляпка 1,5—4,5 см в диаметре, в молодом возрасте выпуклой, затем уплощённой формы, негигрованная, в центральной части фиолетово-чёрного цвета, ближе к краю фиолетово-серая, с возрастом выцветает до серо-фиолетово-коричневого, бархатистая, затем чешуйчатая.
- Мякоть примерно одного цвета со шляпкой, запах слабый, цветочный, вкус пресный или масляный, неприятный.
- Гименофор пластинчатый, пластинки довольно редкие или частые, приросшие к ножке, иногда с низбегающим на неё зубцом, реже нисходящие, в начале развития белого или светло-кремового цвета, затем становятся розовыми, со слабым сиреневатым оттенком.
- Ножка 3—8 см длиной и 0,2—0,5 см толщиной, серо-фиолетового или серого цвета, светлее шляпки, покрытая более тёмными хлопьями. Кольцо отсутствует.
- Споровый порошок розового цвета. Споры 9—12,5×6—9 мкм, угловатые. Базидии двух- или четырёхспоровые, 27—48×8—11 мкм. Хейлоцистиды 10—110×8—15 мкм.

## Ареал и экология
Встречается редко, одиночно или небольшими группами, на полях, в лиственных лесах, нередко на богатых известью почвах. Широко распространена в Северной, Западной и Центральной Европе.

## Сходные виды
- Entoloma corvinum (Kühner) Noordel., 1982 отличается окраской шляпки.